# La Fille de Hambourg
Pour plus de détails, voir Fiche technique et Distribution.
La Fille de Hambourg est un film français réalisé par Yves Allégret, sorti en 1958.

## Synopsis
Pierre, un marin français, est de retour à Hambourg où il avait passé trois ans comme prisonnier de guerre. En bordée en ville avec deux amis, il est obsédé par l'idée de retrouver Maria, une femme dont il était amoureux en 1943. C'est dans une boite de nuit qu'il se trouve soudain face à elle.

## Fiche technique
- Titre : La Fille de Hambourg
- Réalisation : Yves Allégret
- Scénario : Yves Allégret, Maurice Aubergé[1], Frédéric Dard d'après une idée de José Benazeraf
- Dialogue : Maurice Aubergé
- Décors : Robert Guisgand
- Photographie : Armand Thirard
- Son : Louis Hochet
- Montage : Claude Nicole
- Musique : Jean Ledrut
- Production : José Bénazéraf
- Société de production : Les Films Univers
- Distribué par Pathé
- Pays d'origine :  France
- Format : Noir et blanc - 1,85:1 - Mono - 35 mm
- Genre : Drame
- Durée : 86 minutes
- Date de sortie : 
  - France : 13 août 1958
- Affiche : André Bertrand (France)

## Distribution
- Hildegard Knef : Maria (créditée Hildegarde Neff)
- Daniel Gélin : Pierre
- Jean Lefebvre : Georges
- Daniel Sorano : Jean-Marie
- Frédéric O'Brady : Barman